# تراساكو
تراساكو (بالإيطالية: Trasacco)‏ هي بلدية في مقاطعة لاكويلا في إقليم أبروتسو الإيطالي.

## السكان
في سنة 1861 بلغ عدد السكان 1٬371 نسمة، وتطور العدد ليصل في سنة 2011 لـ 6٬144 نسمة.
يظهر هذا المخطط البياني تطور النمو السكاني لـ تراساكو

## توأمة
لتراساكو اتفاقيات توأمة مع:
- كابالبيو